# Pyrausta rubellalis
Pyrausta rubellalis là một loài bướm đêm trong họ Crambidae.